# Panlongcheng
Panlongcheng, en  chino simplificado: 盘龙 城 , en  chino tradicional: 盤龍 城 
y  en pinyin: Pánlóngchéng,  o la ciudad de Panlong es un yacimiento arqueológico asociado con la Cultura de Erligang. El sitio está ubicado justo al norte del río Yangtze en Huangpi, Wuhan, Hubei, China. Panlongcheng es el sitio excavado más grande de Erligang (1 km² entre sus extremos), muestra el alcance más meridional de la cultura Erligang en su apogeo. Fue descubierto en 1954 y excavado en 1974 y 1976.
El sitio de Panlongcheng fue escasamente habitado durante el  período de Erlitou, que consiste principalmente de varios pequeños asentamientos y ocupa un área de alrededor de 200 000 m². Durante el período temprano de Erligang, el sitio creció rápidamente Y alcanzÓ un área de alrededor de 1 km² (0.39 millas cuadradas) con un centro amurallado de 75 000 m². Panlongcheng pudo haber sido un puesto avanzado de Erligang utilizado para controlar los recursos regionales, como las minas de cobre.
Las técnicas de construcción y fundición de bronce en Panlongcheng son idénticas a las técnicas empleadas en Erligang y Zhengzhou; sin embargo, el estilo de la cerámica es diferente. El estilo de los entierros de la élite en Erligang es casi una réplica exacta de los entierros en Zhengzhou; sin embargo, las capas posteriores muestran que el estilo Erligang desapareció durante las últimas etapas de la cultura Erligang. El sitio disminuyó en superficie e interés hasta que fue abandonado por completo al final de la cultura Erligang. El declive de Panlongcheng puede haberse visto afectado en parte por el crecimiento del sitio en Wucheng.
En la provincia de Hubei, otros sitios como Jingnansi y Baimiaozhu también cuentan con el tipo de cerámica «Erlitou» o el «Erlitou tardío Erligang».